# Spirituál (duchovní)
Spirituál či školní kaplan je kněz pečující o duchovní potřeby studentů ve vzdělávacím ústavu zřizovaném církví.

## Funkce spirituála
Spirituál je de facto „ústavní farář“ v tom kterém vzdělávacím církevním ústavu. V ČR se s touto funkcí lze běžně setkat na základních a středních katolických školách a v kněžských seminářích, na vysoké škole je jakýmsi ekvivalentem spirituála „studentský kaplan“. Spirituálové působí i na středních či vyšších odborných školách Evangelické akademie.

## Spirituál v kněžském semináři
Nejtypičtějším místem, kde funguje kněz-spirituál, je kněžský seminář. Zde má na starosti duchovní život bohoslovců, je obvykle jejich zpovědníkem, má jim být duchovním rádcem. V ČR jsou kněžské semináře dva, v Praze a v Olomouci. V každém semináři jsou v současnosti dva spirituálové. Na bohosloveckých fakultách jiných církví v České republice funkce spirituála neexistuje, na Evangelické teologické fakultě Univerzity Karlovy je zřízena funkce studentského faráře.